# Maya Erskine
Maya Mano Erskine (Los Angeles, 7 de maio de 1987) é uma atriz e roteirista norte-americana, conhecida por seus papéis como Maggie em Man Seeking Woman(en), Mikki em Betas e Mizu em Samurai de Olhos Azuis. De 2019 a 2021, estrelou a série de comédia original do Hulu, PEN15, ao lado de Anna Konkle. A dupla, que cocriou, coescreveu e coproduziu a série, interpretou versões fictícias de si mesmas aos 13 anos. PEN15 foi aclamada pela crítica e recebeu quatro indicações ao Primetime Emmy.
Em 2024, Erskine passou a estrelar a série Mr. & Mrs. Smith(en), do Prime Video, no papel de Jane Smith, performance que lhe rendeu uma indicação ao Primetime Emmy de Melhor Atriz em Série Dramática.

## Biografia
Maya Erskine nasceu em Los Angeles, filha de Mutsuko Nigatawa e do baterista de jazz Peter Erskine(en). Sua mãe, originária de Tóquio, também interpretou a mãe de sua personagem em PEN15.
Ela estudou na Crossroads School for Arts & Sciences e se formou na Los Angeles County High School for the Arts. Em 2005, foi selecionada para o programa YoungArts(en). Em seguida, ingressou na Tisch School of the Arts da Universidade de Nova York (NYU), onde inicialmente estudou teatro musical, mas depois migrou para o Experimental Theater Wing.

Durante seu período na NYU, conheceu Anna Konkle enquanto ambas participavam de um programa de teatro em Amsterdã.